# 9月 (旧暦)
旧暦9月（きゅうれきくがつ）は、旧暦（太陰太陽暦）の年初から9番目の月である。
天保暦よりも前の定義では、霜降を含む月を9月とする。新暦では9月下旬から11月上旬ごろに当たる。
9月の別名は長月（ながづき）である。名前の由来は9月を参照のこと。異名は「きしゅう（季秋）」。
東洋の太陰太陽暦では月の日数である大小（大月30日、小月29日）が年により異なるため、9月29日までで9月30日は存在しない年もある。

## 長月の日付
| 西暦         | 朔       | 晦       | 日数 |
| ------------ | -------- | -------- | ---- |
| 2008年       | 9月29日  | 10月28日 | 30日 |
| 2009年       | 10月18日 | 11月16日 | 30日 |
| 2010年       | 10月8日  | 11月5日  | 29日 |
| 2011年       | 9月27日  | 10月26日 | 30日 |
| 2012年       | 10月15日 | 11月13日 | 30日 |
| 2013年       | 10月5日  | 11月2日  | 29日 |
| 2014年       | 9月24日  | 10月23日 | 30日 |
| 2014年（閏） | 10月24日 | 11月21日 | 29日 |
| 2015年       | 10月13日 | 11月11日 | 30日 |
| 2016年       | 10月1日  | 10月30日 | 30日 |
| 2017年       | 10月20日 | 11月17日 | 29日 |
| 2018年       | 10月9日  | 11月7日  | 30日 |
| 2019年       | 9月29日  | 10月27日 | 29日 |
| 2020年       | 10月17日 | 11月14日 | 29日 |
| 2021年       | 10月6日  | 11月4日  | 30日 |
| 2022年       | 9月26日  | 10月24日 | 29日 |
| 2023年       | 10月15日 | 11月12日 | 29日 |
| 2024年       | 10月3日  | 10月31日 | 29日 |
| 2025年       | 10月21日 | 11月19日 | 30日 |
| 2026年       | 10月11日 | 11月8日  | 29日 |
| 2027年       | 9月30日  | 10月28日 | 29日 |
| 2028年       | 10月18日 | 11月15日 | 29日 |
| 2029年       | 10月8日  | 11月5日  | 29日 |
| 2030年       | 9月27日  | 10月26日 | 30日 |
| 2031年       | 10月16日 | 11月14日 | 30日 |